# Věra Suchánková
Věra Suchánková, po mężu Hamplová (ur. 29 października 1932 w Pardubicach, zm. 12 lutego 2004 w Pile) – czeska łyżwiarka figurowa, startująca w parach sportowych ze Zdenkiem Doležalem. Uczestniczka igrzysk olimpijskich w Cortinie d’Ampezzo (1956), wicemistrzyni świata (1958), dwukrotna mistrzyni Europy (1957, 1958) oraz 3-krotna mistrzyni Czechosłowacji (1956–1958).
Po zakończeniu kariery amatorskiej w 1958 roku pracowała jako trenerka w kilku federacjach europejskich.

## Osiągnięcia
Ze Zdenkiem Doležalem
| Zawody                     | 1951           | 1952           | 1954           | 1955           | 1956           | 1957           | 1958           |                |                |                |                |                |                |                |                |                |                |
| Międzynarodowe             | Międzynarodowe | Międzynarodowe | Międzynarodowe | Międzynarodowe | Międzynarodowe | Międzynarodowe | Międzynarodowe | Międzynarodowe | Międzynarodowe | Międzynarodowe | Międzynarodowe | Międzynarodowe | Międzynarodowe | Międzynarodowe | Międzynarodowe | Międzynarodowe | Międzynarodowe |
| -------------------------- | -------------- | -------------- | -------------- | -------------- | -------------- | -------------- | -------------- | -------------- | -------------- | -------------- | -------------- | -------------- | -------------- | -------------- | -------------- | -------------- | -------------- |
| Igrzyska olimpijskie       |                |                |                |                | 8              |                |                |                |                |                |                |                |                |                |                |                |                |
| Mistrzostwa świata         |                |                |                | 6              |                |                | 2              |                |                |                |                |                |                |                |                |                |                |
| Mistrzostwa Europy         |                |                |                | 2              | 5              | 1              | 1              |                |                |                |                |                |                |                |                |                |                |
| Krajowe                    |                |                |                |                |                |                |                |                |                |                |                |                |                |                |                |                |                |
| Mistrzostwa Czechosłowacji | 2              | 3              | 3              |                | 1              | 1              | 1              |                |                |                |                |                |                |                |                |                |                |